# Elli Parvo
Elli Parvo, pseudonimo di Elvira Gobbo (Milano, 17 ottobre 1914 – Roma, 19 febbraio 2010), è stata un'attrice italiana.

## Biografia
Di madre berlinese e padre friulano, educata in una scuola svizzera nella città nativa, debutta diciannovenne nel cinema con il film Teresa Confalonieri (1934) di Guido Brignone.
Nel dopoguerra esce il film Desiderio, iniziato da Roberto Rossellini nel 1943 e portato a termine da Marcello Pagliero nel 1946: Elli Parvo vi interpreta il ruolo di una prostituta che tenta la redenzione. Sempre nel 1946 interpreta un ruolo negativo nel film Il sole sorge ancora, di Aldo Vergano. Dalla metà degli anni cinquanta la sua carriera è in declino: l'unica partecipazione di rilievo del decennio è quella al fianco di Totò in Totò terzo uomo (1951), di Mario Mattoli.
Nel 1960, dopo aver interpretato un ruolo in Madri pericolose, abbandona la carriera  cinematografica.
È morta nel 2010 all'età di 95 anni.

## Filmografia

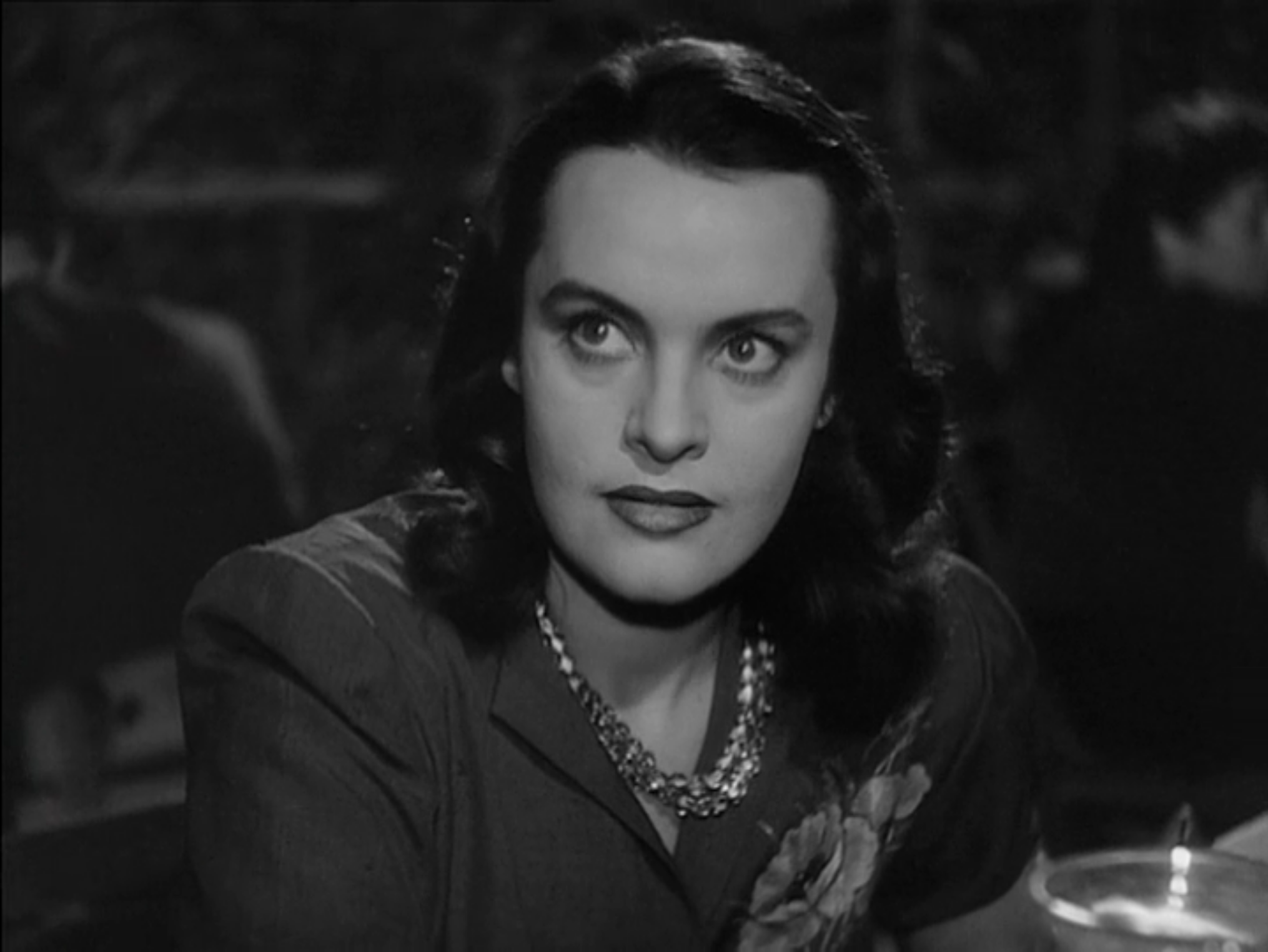
Elli Parvo in Desiderio (1946)

- Teresa Confalonieri, regia di Guido Brignone (1934)
- Lasciate ogni speranza, regia di Gennaro Righelli (1937)
- Il feroce Saladino, regia di Mario Bonnard (1937)
- Gatta ci cova, regia di Gennaro Righelli (1937)
- Partire, regia di Amleto Palermi (1938)
- Voglio vivere con Letizia, regia di Camillo Mastrocinque (1938)
- Mia moglie si diverte, regia di Paul Verhoeven (1938)
- Il marchese di Ruvolito, regia di Raffaello Matarazzo (1939)
- La notte delle beffe, regia di Carlo Campogalliani (1939)
- Arditi civili, regia di Domenico Gambino (1940)
- Miseria e nobiltà, regia di Corrado D'Errico (1940)
- Il ponte dei Sospiri, regia di Mario Bonnard (1940)
- La donna perduta, regia di Domenico Gambino (1940)
- Ridi pagliaccio, regia di Camillo Mastrocinque (1941)
- L'allegro fantasma, regia di Amleto Palermi (1941)
- Beatrice Cenci, regia di Guido Brignone (1941)
- Il re si diverte, regia di Mario Bonnard (1941)
- Sieben Jahre Glück, regia di Ernst Marischka (1942)
- Sette anni di felicità, regia di Roberto Savarese e Ernst Marischka (1942)
- L'uomo venuto dal mare, regia di Belisario Randone (1942)
- M.A.S., regia di Romolo Marcellini (1942)
- Don Giovanni, regia di Dino Falconi (1942)
- I due Foscari, regia di Enrico Fulchignoni (1942)
- Il fanciullo del West, regia di Giorgio Ferroni (1942)
- La porta del cielo, regia di Vittorio De Sica (1944)
- Carmen, regia di Christian-Jaque (1945)
- Un americano in vacanza, regia di Luigi Zampa (1945)
- Il sole sorge ancora, regia di Aldo Vergano (1946)
- Desiderio, regia di Roberto Rossellini e Marcello Pagliero (1946)
- I fratelli Karamazoff, regia di Giacomo Gentilomo (1947)
- L'urlo, regia di Ferruccio Cerio (1948)
- Il cavaliere misterioso, regia di Riccardo Freda (1948)
- Vertigine d'amore, regia di Luigi Capuano (1948)
- Legge di sangue, regia di Luigi Capuano (1949)
- È più facile che un cammello..., regia di Luigi Zampa (1950)
- Santo disonore, regia di Guido Brignone (1950)
- Totò terzo uomo, regia di Mario Mattoli (1951)
- Rosalba, la fanciulla di Pompei, regia di Natale Montillo (1952)
- Voto di marinaio, regia di Ernesto De Rosa (1953)
- La campana di San Giusto, regia di Mario Amendola e Ruggero Maccari (1954)
- La Luciana, regia di Domenico Gambino (1954)
- L'arte di arrangiarsi, regia di Luigi Zampa (1954)
- L'amante di Paride, regia di Marc Allégret (1954)
- L'ultimo amante, regia di Mario Mattoli (1955)
- Giuramento d'amore, regia di Roberto Bianchi Montero (1955)
- Mi permette, babbo!, regia di Mario Bonnard (1956)
- La Venere di Cheronea, regia di Giorgio Rivalta (1957)
- Il mondo dei miracoli, regia di Luigi Capuano (1959)
- Madri pericolose, regia di Domenico Paolella (1960)

## Doppiatrici italiane
- Lydia Simoneschi in: Un americano in vacanza, Desiderio, È più facile che un cammello, L'arte di arrangiarsi, La Venere di Cheronea
- Marcella Rovena in: Ridi pagliaccio
- Giovanna Scotto in: Beatrice Cenci
- Andreina Pagnani in: Il cavaliere misterioso
- Tina Lattanzi in: Santo disonore
- Dhia Cristiani in: Mi permette, babbo! (dialoghi)
- Amalia Pini in: Mi permette, babbo! (canto)